# 加法

3 個のりんごに 2 個のりんごを加えるとりんごは合わせて 5 個になる。3+2=5

加法（かほう、英: addition, summation）とは、数を合わせることを意味する二項演算あるいは多項演算で、四則演算のひとつ。足し算（たしざん）、加算（かさん）、あるいは寄せ算（よせざん）とも呼ばれる。また、加法の演算結果を和（わ、sum）という。記号は「+」。
自然数の加法は、しばしば物の個数を加え合わせることに喩えられる。また数概念の拡張にしたがい、別の意味を持つ加法も考えられる。たとえば実数の加法は、もはや自然数の加法のように物の個数を喩えに出すことは出来ないが、曲線の長さなど別の対象物を見出せられる。
減法とは互いに逆の関係にあり、また例えば、負の数の加法として減法が捉えられるなど、加法と減法の関連は深い。これは代数学において加法群の概念として抽象化される。
無限個の数を加えること（総和法）については総和、級数、極限、ε–δ 論法など参照。

## 記法
それぞれの項が分かっていて全てを書き表せられるとき、それらの和は記号 "+" を使い表す。例えば中置記法の場合、1, 2 の和は
2 + 1
と記される。これは 3 に等しい。このことは等式として
2 + 1 = 3
と表される。
3 項以上の足し算についても、例えば次のように書ける。
7 + 3 + 1
これは、7 + 3 の結果と 1 の間の加法を表す。
(7 + 3) + 1
また、全ての項を書き表せられない時、暗に何らかの規則性がある場合には間を記号 "…" で省略して表すことがある。例えば1~10までの自然数の和は、
1 + 2 + … + 10 = 55
のように書き表す。ただしこのような場合は、記号 ∑ を用いて書き表すほうが規則性を陽に表すことができて便利であり紛れがない（総和の項参照）。
{\displaystyle \sum _{n=1}^{10}n=1+2+\dots +10=55.}
注意すべき点として、2 つの数に対する加法を L + R と表したときに左の項 L と右の項 R が「元の数」と「加える数」のいずれであるかは加法の定義に含まれない。

## 性質
数の加法のみに注目してその性質を挙げると以下のようなものがある。
- 対称性（交換法則）: n + m = m + n
有限個の数を足すときは、順番を入れ替えて計算しても和は変わらない（ただし、無限個の数を足す場合は答えが変わってしまう場合があるため、順番を変えてはならない）。
例1 + 3 + 9 = 1 + 9 + 3 = 13
- 推移性（結合法則）: (n + m) + k = n + (m + k) = n + m + k
有限個の数を足すためには、どこから加えていっても結果は同じである。

これらは抽象代数学においては "加法" と呼ぶべきものの満たすべき公理的な性質と見なされる。他にも
- 単位元の存在 : ある数に0を加えても数は変わらない。

n + 0  = n
- 逆元の存在 : ある数と、絶対値が同じで符号の異なる数との和は0である。

(−n) + n = 0

などが加法に関する性質として挙げられる。

## 素朴な定義
2つの量があり、その2つの量を「合わせた量」を求める時の演算を加法と定義すれば多くの場合に適用できる。単に「数が大きくなる演算が加法」とすれば、正の数でしかその定義は成り立たないが、「合わせた量」で定義すると、負の数でも分数や小数でも定義できる。
また加える順番は結果には関係なく、加える順番を自由に変えたとしても、得られる結果は常に等しくなる。このことは 2 つのコップに水が入っていたとして、どちらの水をどちら側へ注いでも水の量は変わらないことなどから類推できる。
加法の逆の操作として減法を考えたときに、減法の結果として正の数から負の数が得られることがある。減法によって新しい数を作ったとき、
a − b = c
ここで得られた数 c は減法の性質から、次のような関係が成り立つ。
c + b = a
つまり、初めに a − b という引き算によって得られた新しい数 c は、b に加えた結果が a に等しくなる性質を持つ。
具体的に 2 から 5 を引いた数を c としたとき、5 に c を足した数は 2 になる。2 は 5 より小さいので、これは加法の結果がより小さな数を与えることを示している。
上の式で a を 0 としたとき、c は b との和が 0 となる数である。この c を (−b) と書くことにする。(−b) の足し算は b の引き算と同じ結果を常に与える。したがって、正の数の減法は負の数の加法で置き換えられる。
a − b = a + (−b)
さらに、スカラー量だけでなく、ベクトル、行列にも加法が定義されるようになるが、いずれも交換法則、結合法則を満たすものである。

## ペアノによる定義
ジュゼッペ・ペアノは自然数同士の加法を以下のように形式的に定義した。
{\displaystyle a,b\in \mathbb {N} ;a+(b+1)=(a+b)+1}
ただし、 a + 1 は  a の後者として定義されている。後者関数 S を用いて表現すると以下のように書ける。
{\displaystyle a\in \mathbb {N} ;a+1=S(a)}
{\displaystyle a,b\in \mathbb {N} ;a+S(b)=S(a+b)}

## 正負の数の計算方法
2 数 a, b の符号と絶対値に注目すると、和 (a + b) は次のように計算できる。
| 符号         | \|a\| > \|b\|    | \|a\| < \|b\|    | \|a\| = \|b\|    |
| ------------ | ---------------- | ---------------- | ---------------- |
| a ≥ 0, b ≥ 0 | \|a\| + \|b\|    | \|a\| + \|b\|    | \|a\| + \|b\|    |
| a < 0, b < 0 | −(\|a\| + \|b\|) | −(\|a\| + \|b\|) | −(\|a\| + \|b\|) |
| a ≥ 0, b < 0 | \|a\| − \|b\|    | −(\|b\| − \|a\|) | 0                |
| a < 0, b ≥ 0 | −(\|a\| − \|b\|) | \|b\| − \|a\|    | 0                |

2 数の符号が同じ場合
- a, b が共に正の数のとき
  - a の絶対値 |a| と b の絶対値 |b| を足し、正の符号を付ける。
- a, b が共に負の数のとき
  - a の絶対値 |a| と b の絶対値 |b| を足し、負の符号を付ける。

2 数の符号が異なる場合
- a の絶対値 |a| が b の絶対値 |b| より大きい場合
  - a が正の数のとき
  - b が負の数のとき
    - a の絶対値 |a| から b の絶対値 |b| を引き、正の符号を付ける。

  - a が負の数のとき
  - b が正の数のとき
    - a の絶対値 |a| から b の絶対値 |b| を引き、負の符号を付ける。
- a の絶対値 |a| が b の絶対値 |b| より小さい場合
  - b が負の数のとき
  - a が正の数のとき
    - b の絶対値 |b| から a の絶対値 |a| を引き、負の符号を付ける。

  - b が正の数のとき
  - a が負の数のとき
    - b の絶対値 |b| から a の絶対値 |a| を引き、正の符号を付ける。
- a, b の絶対値が等しい場合
  - 和は 0 である。